# 正九位
正九位（しょうくい）は、日本の位階における位の一つ。従八位の下、従九位の上の位階である。

## 概要
正九位は、明治時代初期の太政官制において、明治2年（1869年）7月に制定され同年8月22日に定められた職員令により、設けられた。正九位は、神祇官の官掌、民部省の史生などに相当する。
栄典としての位階制が定められた叙位条例（明治20年勅令第10号）、位階令（大正15年勅令第325号）には、九位はない。